# Schloss Sargans
Das Schloss Sargans ist eine Burganlage oberhalb Sargans im Kanton St. Gallen in der Schweiz. Die Burg bildete zusammen mit dem Städtchen eine Festungsanlage.
Die Burg Sargans wurde 1282 erstmals urkundlich erwähnt, als der Gräfin Elisabeth von Werdenberg-Sargans eine Urkunde für einen Güterverkauf ausgestellt wurde.

## Geschichte

### Bis 1480
Unter Graf Hugo von Montfort (* um 1160; † 1228) wurde Anfang des 13. Jahrhunderts die vermutlich schon bestehende kleine Burganlage ausgebaut. Der Bergfried mit gezinnter Ringmauer ist der älteste noch erhaltene Teil der Anlage. Die Archäologin Franziska Knoll-Heitz fand jedoch einen Mauerwinkel, der auf Fundamente eines älteren Gebäudes hinweist, da der Turm über diesen Mauerresten gebaut wurde.
Um die Mitte des 13. Jahrhunderts wurde die Anlage unter Hartmann I. Stammsitz der Grafen von Werdenberg-Sargans. Zu dieser Zeit dürfte auch der Palas an der Westseite angebaut worden sein, der grösste Bau der ganzen Anlage. 1459 stürzte er bei einem Erdbeben ein. 1460 begann der Wiederaufbau und im östlichen Teil wurde das so genannte Hinterschloss an den Turm angebaut. Wegen Einsturzgefahr schleifte man diesen Teil nach 400 Jahren und errichtete an seiner Stelle die heutigen Aussichtsterrassen.
Die Jahreszahlen 1506 an einem Dachbalken des Palas und die Zahlen 1508 und 1510 an Türstürzen weisen jedoch darauf hin, dass sich der Wiederaufbau bis zu Beginn des 16. Jahrhunderts hinzog.

### Untertanengebiet der Eidgenossen

Wappen der Grafen von Werdenberg-Sargans

1405 wurde Sargans während der Appenzellerkriege von diesen belagert und während des Alten Zürichkrieges (1436–1450) wurde das Städtchen niedergebrannt, die Burg wurde belagert, blieb jedoch unversehrt. Später stürzte jedoch ein Teil der Anlage ein. 1483 erwarben die eidgenössischen sieben alten Orte die Grafschaft Sargans, das dadurch Untertanenland der Eidgenossen wurde. Von 1459 bis 1798 verwalteten sie diesen Besitz als Gemeine Herrschaft.
Weil die Burg Amtssitz der regierenden Landvögte werden sollte, musste auch der Palas mit den entsprechenden Räumen neu eingerichtet werden. Die Audienzstube befand sich in der ersten Etage in der Südecke; heute ist dort das Restaurant untergebracht. An einer Supraporte in der Nordostecke findet sich die Jahreszahl 1510. Ein ausgesparter Raum auf der gegenüberliegenden Supraporte trägt die eingeritzte Inschrift:
«Diss.stübli.ist.gemacht.alle.vögten.zum.guten.Jar. von.hansen.Jouchen.von.Uri.Der.zit.Landvuogt.1537.»
Der Raum wird deshalb «Landvogteistübli» genannt. Mehrere Wappen erinnern an die einst regierenden Landvögte Zwyssig, Ceberg, Balthasar und Göldin von Tiefenau. Durch einen Gang getrennt schliessen sich die Wohnräume der Vögte an, ausgestattet mit spätgotischen Wand- und Deckentäfer, Alkoven und dem geschnitzten Wappen des Landvogts Johann Caspar Meyer von Baldegg. Dort liegt auch die «Agnesstube», die nach der zweitletzten Gräfin, Agnes von Matsch, benannt ist. Heute ist die Stube ein Teil des Restaurants.
Der älteste Wandschmuck des Landgerichtssaals stammt aus dem Jahr 1580, als Daniel Tettling Landvogt war und zeigt die Wappen der ältesten Vögte aus dem Kanton Schwyz. Auch die Durchfahrt unter dem Palas vom Zwinger zum Burghof weist Malereien von 1581 und Wappen von Vögten aus dem 17. Jahrhundert auf.
1611 wurde der damalige Landvogt von der Tagsatzung damit beauftragt, die Wappen der Herkunftsorte der regierenden Vögte an der Aussenmauer des Palas weithin sichtbar anzubringen, wo sie heute noch zu sehen sind: Zürich, Luzern, Uri, Schwyz, Obwalden, Nidwalden, Zug, Glarus und, nach dem Toggenburgerkrieg, ab 1712, auch Bern. 181 Vögte lösten sich nacheinander nach jeweils zweijähriger Amtszeit im Schloss ab.

### Nach 1800

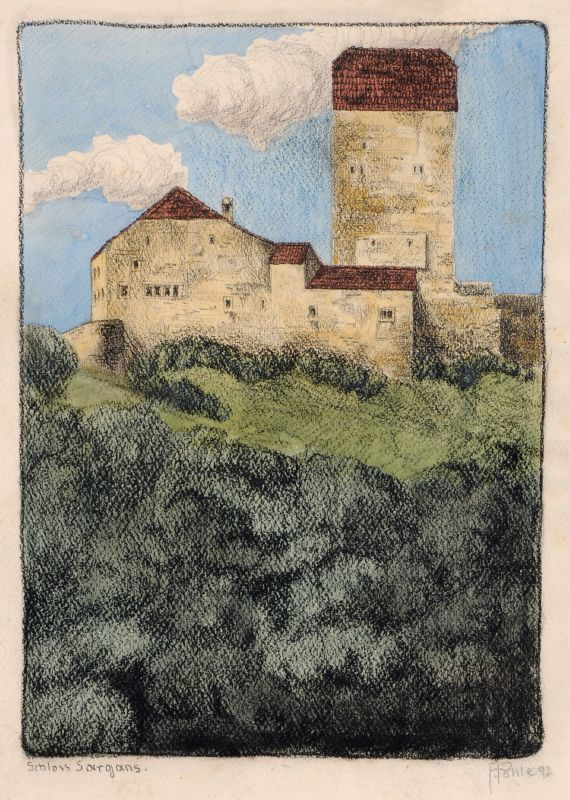
Aquarell und Kohlezeichnung auf dünnem Karton. Signiert «F. Pohle» sowie datiert 1892. Betitelt. Darstellung 32,6 × 23,2 cm

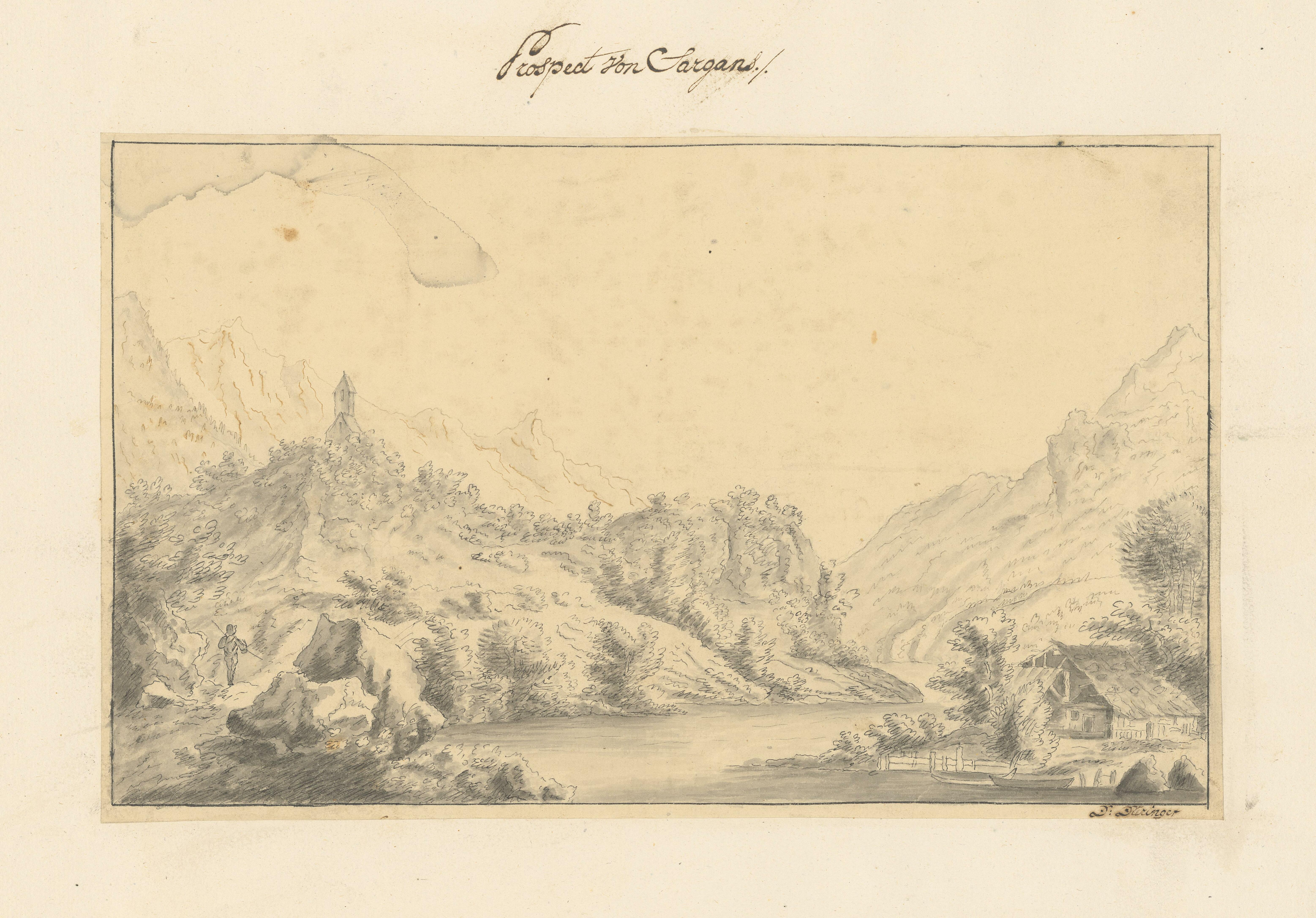
Ansicht von Sargans

Nach der Französischen Revolution wurde das Schloss 1798 Eigentum des Staates und kam mit der Mediation 1803 in den Besitz des neu gegründeten Kantons St. Gallen. 1811 wurde es nach dem grossen Stadtbrand als Schulhaus eingerichtet. Johann Georg von Toggenburg, der 1832 in den französischen Grafenstand erhoben worden war, kaufte als Privatmann 1834 das Schloss Sargans. Seither nannte er sich «Graf von Toggenburg-Sargans». Der Zusatz Sargans bezieht sich auf einen Besitz rein privater Natur und hat nichts mit einem Adelspartikel zu tun. Allerdings hatten die alten Toggenburger Pfandrechte an der Grafschaft Sargans, die mit ihrem Erlöschen 1436 hinfällig geworden waren und daher ist die Plakativität des Erwerbs gerade des Schlosses Sargans, um die tradierte Abstammung von den alten Toggenburger Grafen (im erbberechtigten Mannesstamm erloschen 1436) zu unterstreichen, offensichtlich. Die österreichisch-bünderische Familie von Toggenburg bewohnte das Schloss jedoch nie und liess es zerfallen. 1899 wurde es von der Ortsgemeinde Sargans erworben.
Nach 1900 wurde das Schloss erstmals umfassend restauriert. 1969/70 wurden Fassade und Mauern unter Mithilfe des Heimatschutzes, des Bundes und des Kantons St. Gallen einer weiteren Instandsetzung unterzogen. Dabei standen die Restaurateure vor dem Problem, dass von den Wappen auf der Südseite keine Farbfotos existierten, und eine Nachbildung der ursprünglichen Farbgebung und Linienführung darum unmöglich schien. Der Pädagogische Verlag des Lehrerinnen- und Lehrervereins Zürich jedoch vertrieb einen farbigen Karton-Bastelbogen des Schlosses im Massstab 1:200, der das Wappenfries abbildete. Die Zeichnungen des Bastelbogen-Schöpfers Heinrich Pfenninger († 1968) hatten die Arbeiten auf entscheidende Weise unterstützt.
Neben einem Restaurant ist im Schloss seit 1966 ein Heimatmuseum untergebracht, das 1983 nach einem Umbau neu als Museum Sarganserland eröffnet wurde.

## Turm
Der mit einem Walmdach gedeckte Turm misst innen 8,5 auf 5,3 m; die Mauerstärke variiert in den unteren Geschossen des Turmes zwischen 2,5 und 2,1 m. Die unteren Teile bestehen aus Tuffsteinblöcken, die oberhalb des Schlosses gebrochen wurden; die oberen Teile bestehen aus teilweise verputztem Mauerwerk.
Der fünf Stockwerke hohe Turm war als Wohnturm angelegt worden; der ehemalige Hocheingang liegt auf der Südostseite im ersten Stockwerk. Das zweite Stockwerk wird durch ein einziges Rundbogenfenster an der Südseite erhellt. Der Wohnbereich lag im dritten Stock, wo sich Spuren eines Kamins erkennen lassen. Im Dachgeschoss lässt sich der jetzt vermauerte Zinnenkranz, der einst den Turm säumte, noch immer feststellen.
Vom Bergfried aus schliesst sich gegen Norden und Westen der Burghof an, der von einer starken Ringmauer und einen Zwinger im Westen geschützt wurde. Innere Gebäude wurden stets an den Bergfried angebaut, wodurch die Ringmauern frei blieben. Diese Gebäude wurden mehrmals umgebaut oder abgebrochen. So entstand an der Südseite des Turmes die «Grafenstube», von der noch zwei Fensterbögen mit Sitzstufen vorhanden sind. Reste von Malereien, die 1900 anlässlich einer Renovation entdeckt worden sind, zeigen mittelalterliches Leben.

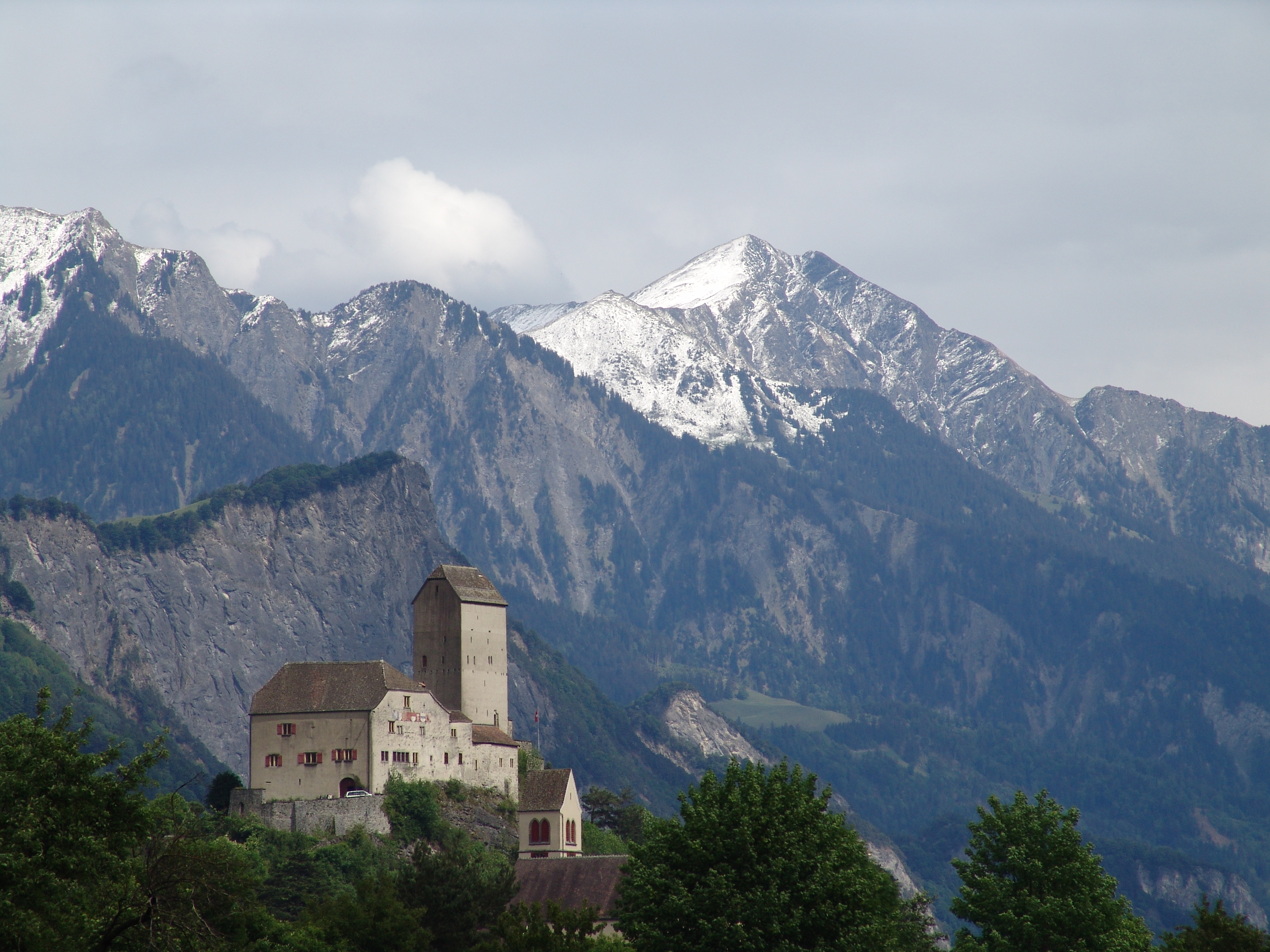
Schloss Sargans, Ansicht von Südosten
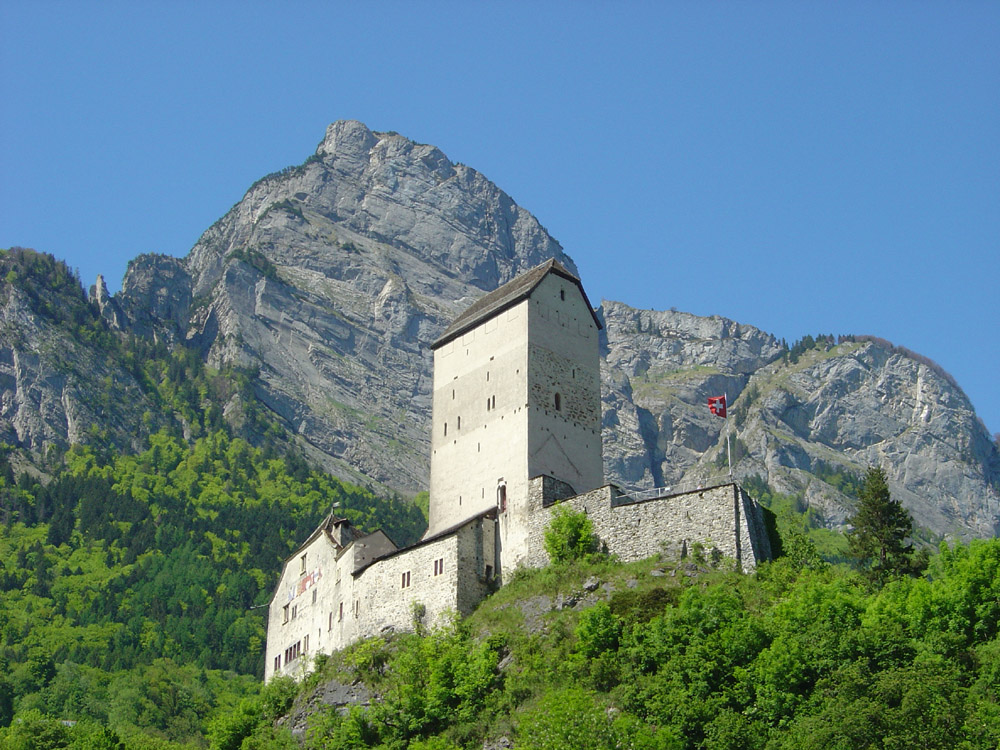
Schloss Sargans, Ansicht von Osten, im Hintergrund der Gonzen
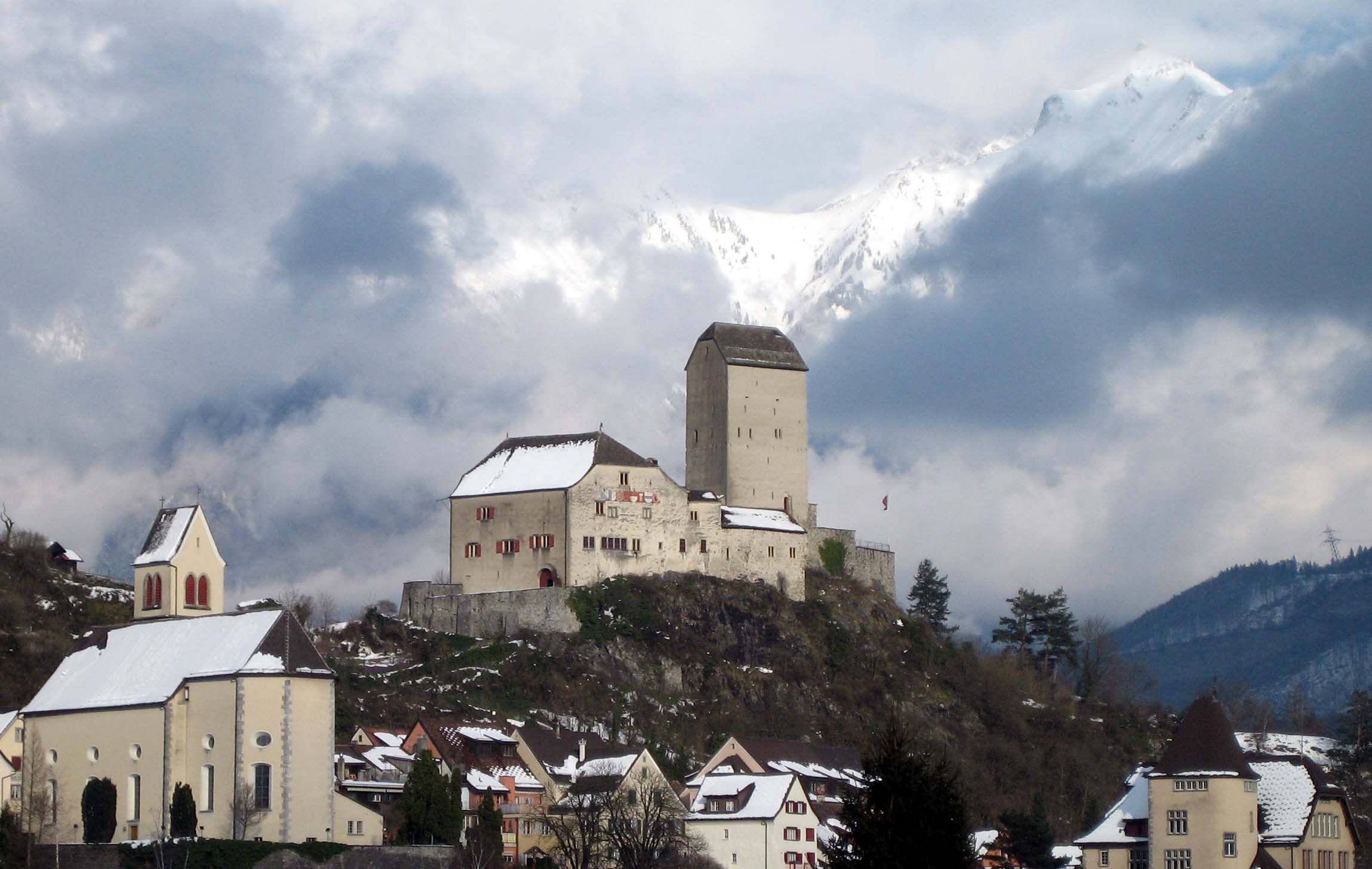
Schloss Sargans mitsamt dem Schlossberg in der Ansicht von Süden
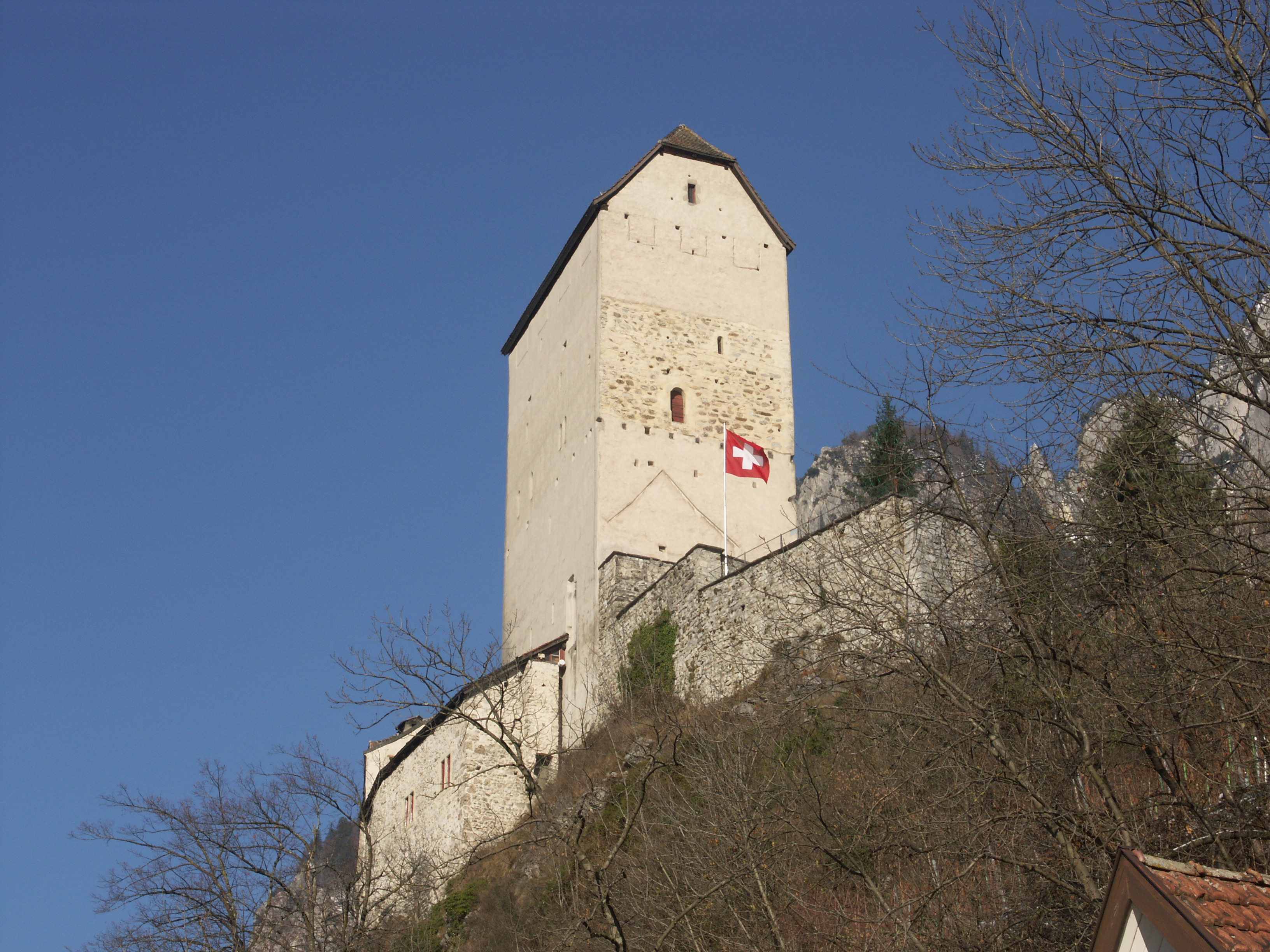
Ansicht des Bergfried (Turm)
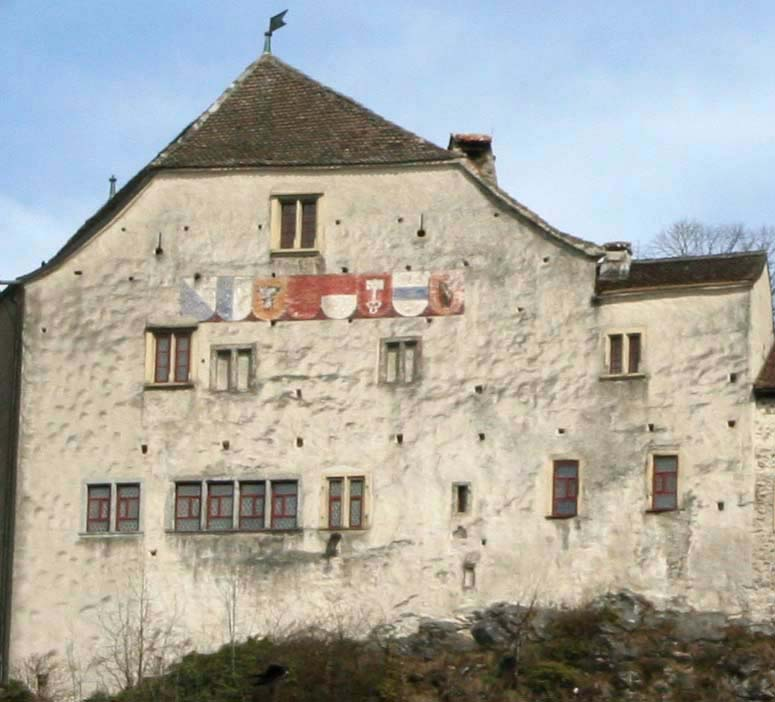
Fassade des Palas

## Museum Sarganserland
Das bisherige Heimatmuseum wurde 1983 als Museum Sarganserland im Schlossturm neu eröffnet. Im selben Jahr wurde es als Europäisches Museum des Jahres ausgezeichnet und 1987 unter die 37 besuchenswertesten Museen der Welt aufgenommen. Das Museum ist eine Geostätte des Geoparks Sardona.
Es zeigt eine Dauerausstellung zur Geschichte und Kultur des Sarganserlandes sowie regelmässige Sonderausstellungen. Die Trotte mit dem schweren Torkelbaum stammt aus dem 16. Jahrhundert und zeigt an, dass im Sarganserland seit mehr als 1000 Jahren Reben angepflanzt werden und dank dem Föhn daraus ein guter Wein entsteht. Das Museum ist vom 1. April bis zum 31. Oktober täglich geöffnet.

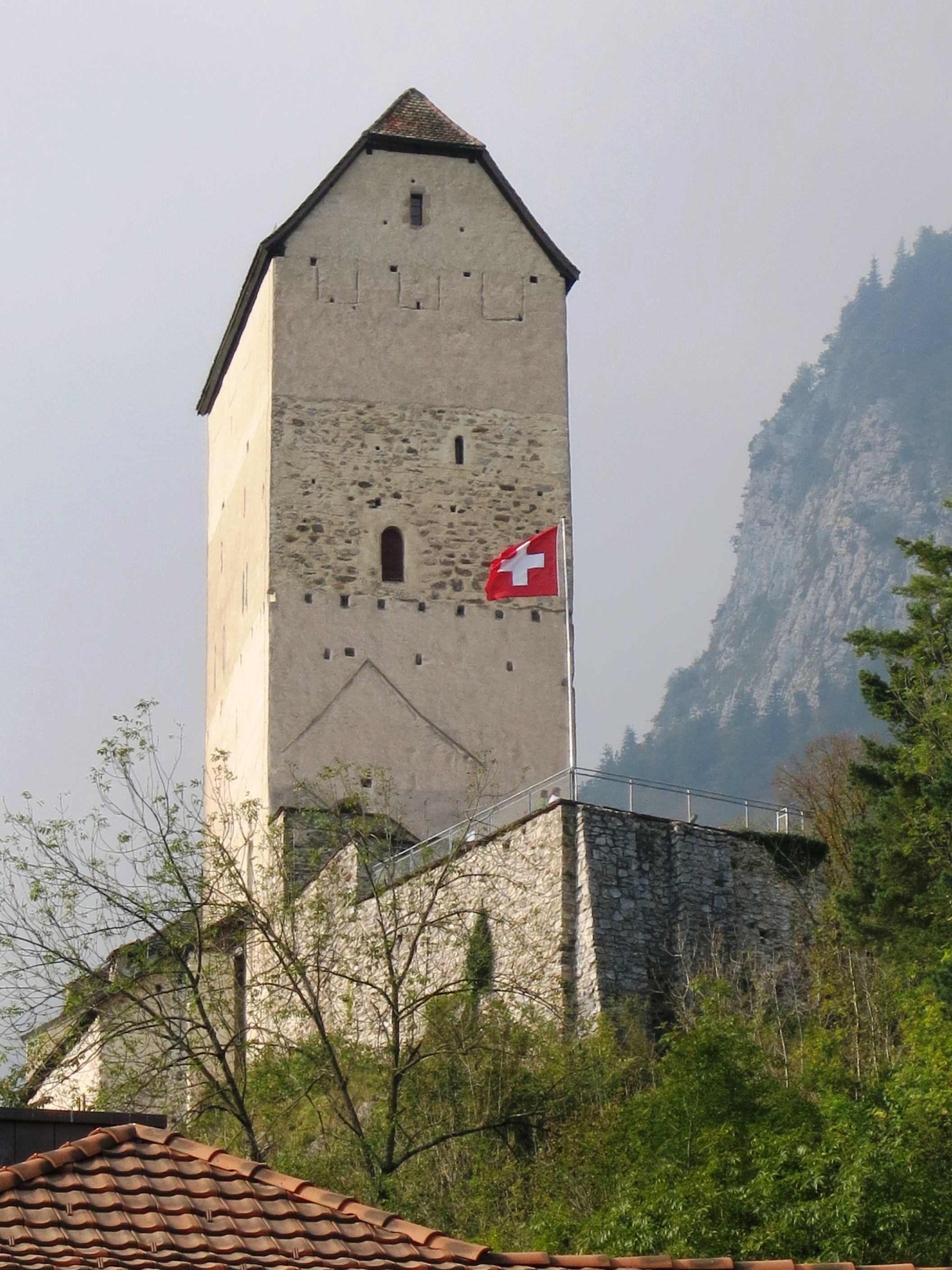
Museum im Schlossturm Sargans
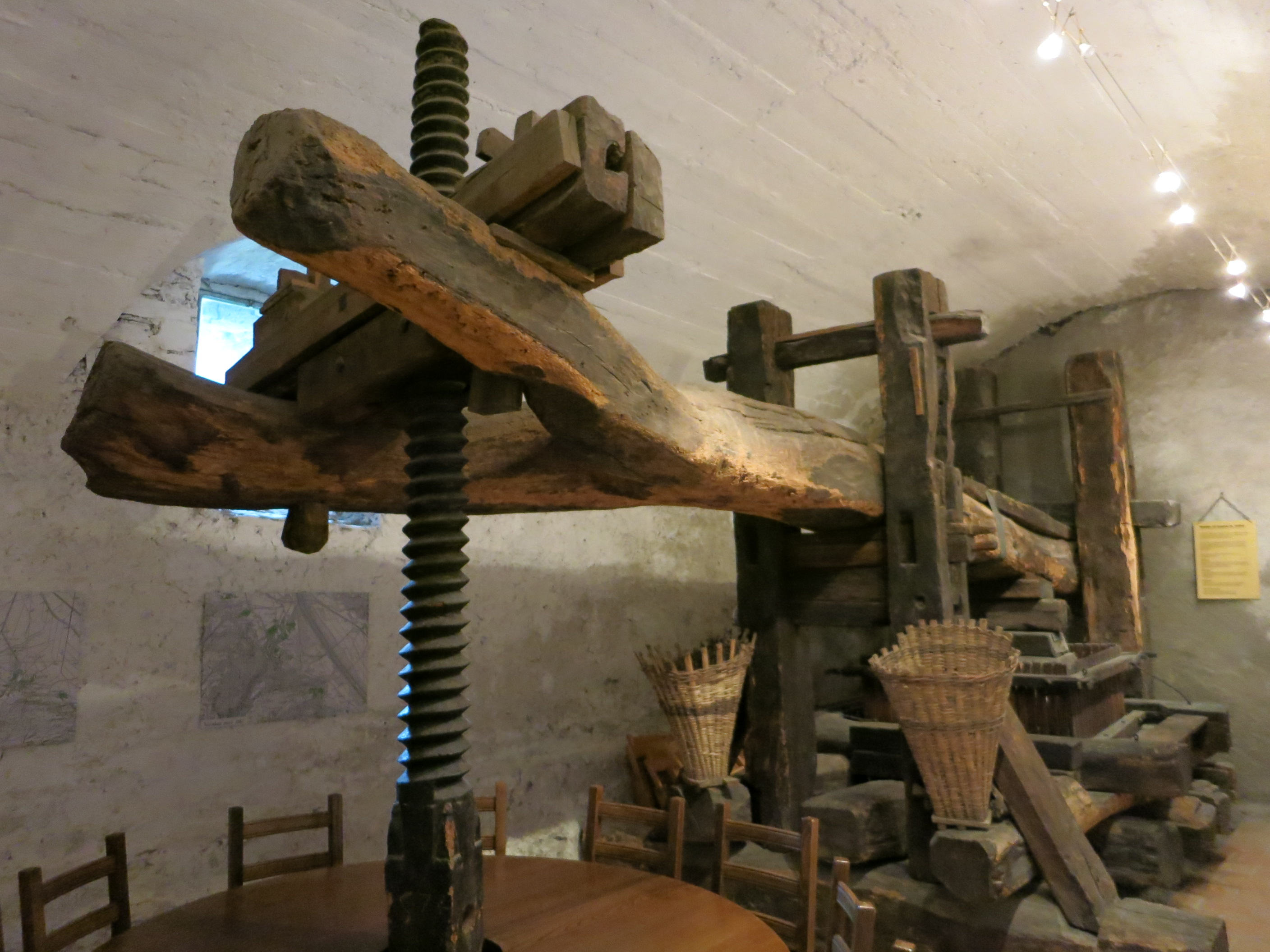
Trotte